# 업무집행관여자
업무집행관여자란 이사가 아니면서 회사에 대한 자신의 영향력을 이용하여 이사에게 업무집행을 지시한 자를 말한다.  업무집행관여자는 그 지시하거나 집행한 업무에 관하여는 회사에 대한 책임, 제3자에 대한 손해배상책임의 적용에 있어서 이사로 본다.

## 유형
- 업무집행지시자
- 무권대행자
- 표현이사

## 같이 보기
- 대한민국 상법 제401조
- 업무집행조합원